# Ludwig Schönecker
Ludwig Schönecker (* 16. April 1905 in Bechhofen (Mittelfranken); † 3. Dezember 1988 in Ansbach) war  ein deutscher Jurist und Politiker in Bayern.

## Leben
Schönecker war eines von neun Kindern des Wiesether Pfarrers Georg Schönecker und seiner Frau Maria geb. Höfling. Er besuchte die Volksschule in Wieseth, das Humanistische Progymnasium in Windsbach und das Gymnasium Carolinum (Ansbach). Nach dem Abitur im April 1924 studierte er Rechtswissenschaft in Würzburg, 1924/25 und 1925 in München, 1925/26 in Erlangen und schließlich wieder in München. Seit 1925 war er Mitglied des Corps Makaria München und des Corps Bavaria Erlangen. 
Nach dem Ersten Examen im März 1928 in München machte er das Referendariat in Ansbach. Mit den Brüdern und Corpsbrüdern Eichhorn ging er im August 1929 auf die Filmexpedition „Grüne Hölle“ in Pará am Amazonas in Brasilien. 1930 erkrankte er an Poliomyelitis. Ein Bein blieb gelähmt. 1931 wurde er in Erlangen zum Dr. iur. promoviert. Im Frühjahr 1932 bestand er das Zweite Staatsexamen in München und eröffnete eine Anwaltskanzlei in Ansbach. Seit 1933 Mitglied der NSDAP, war er bis 1945 Kreisjägermeister. Nach einem Kurs an der Reichsfinanzschule (1937) wurde er als Fachanwalt für Steuerrecht und Steuerberater zugelassen. Bei der amerikanischen Bombardierung und Besetzung von Ansbach flüchtete er nach Gösseldorf in die Nähe seines Jagdreviers. Das Revier betreute er fünfzig Jahre.
Im Frühjahr 1950 wurde er Stadtrat in Ansbach. Am 26. November desselben Jahres trat er sein vierjähriges Mandat als Mitglied des Bayerischen Landtags an, erst für die Bayernpartei, dann für die CSU.
Unter Karl Burkhardt war er von 1952 bis 1959 ehrenamtlicher Zweiter Bürgermeister von Ansbach. Als er am 27. Januar 1959 zum Oberbürgermeister von Ansbach gewählt worden war, verstaatlichte er die städtische Polizei. Er baute das Krankenhaus, den Schlachthof und das Hallenbad. Nach der Pensionierung am 27. Januar 1971 war er wieder als Rechtsanwalt und geschäftsführender Vorstand für Kulturarbeit im Haus der Volksbildung tätig.
Seine letzte Ruhe fand er in einem städtischen Ehrengrab auf dem Waldfriedhof Ansbach.

## Ehrungen
- Ehrenbürger von Bay City (Michigan), 1960
- Ehrenbürger von Anglet, 1968
- Bundesverdienstkreuz 1. Klasse (3. August 1976)
- Ehrenbürger von Ansbach, 1980 (zum 75. Geburtstag)
- Ehrenmitglied der Ansbacher Freiwilligen Feuerwehr
- Terrakotta-Büste von Waldemar Fritsch im Kreis- und Stadtmuseum Ansbach
- Ehrenschützenmeister der Hauptschützengesellschaft Ansbach von 1462
- Goldene Verbandsehrennadel
- Kommunale Verdienstmedaille

## Nachrufe
- Fränkische Landeszeitung vom 5. Dezember 1988 (mit Fotografie)
- Fränkische Landeszeitung vom 9. Mai 1998, in Serie Ansbacher Stadtoberhäupter, Nr. 9
- Corpszeitung der Bavaria Erlangen, Nr. 286, S. 111–116 (mit Fotografie)